# Wolferlohe
Wolferlohe – obszar wolny administracyjnie (gemeindefreies Gebiet) w Niemczech w kraju związkowym Bawaria, w rejencji Górny Palatynat, w regionie Oberpfalz-Nord, w powiecie Schwandorf. Obszar jest niezamieszkany.